# Port Elizabeth
Pour la ville de Saint-Vincent-et-les-Grenadines, voir Port Elizabeth (Saint-Vincent-et-les-Grenadines).
Port Elizabeth (en xhosa : iBhayi, en afrikaans : Die Baai) - également appelée Gqeberha - est une ville d'Afrique du Sud située dans la province du Cap-Oriental. S'étirant sur près de 16 kilomètres le long de la baie d'Algoa, elle fait partie de la métropole Nelson Mandela Bay. Nommée plus familièrement sous ses initiales de P.E., elle est également surnommée friendly city en anglais, ce qui signifie « ville amicale ».

## Étymologie
La ville porte le nom de l'épouse du gouverneur du Cap, Rufane Donkin, fondateur de la ville en 1820. 
Depuis février 2021, le nom de Gqeberha, du nom xhosa du township de Walmer, a été officialisé par le gouvernement sud-africain pour désigner la ville de Port Elizabeth. Contestant le choix de ce nom, le maire de la municipalité a contesté judiciairement cette décision. Usuellement, pour des raisons notamment linguistiques, elle continue d'être appelée sous ses noms traditionnels de Port Elizabeth ou de P.E, voire d'être désignée sous le nom de la municipalité Nelson Mandela. 

## Histoire

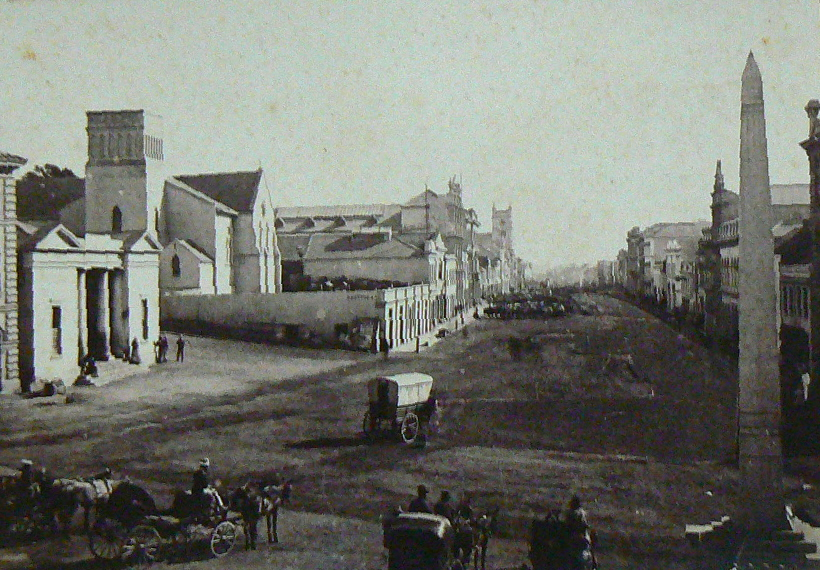
Main street en 1853 (St Mary’s Church, St Marys Terrace, Old Commercial Hall).

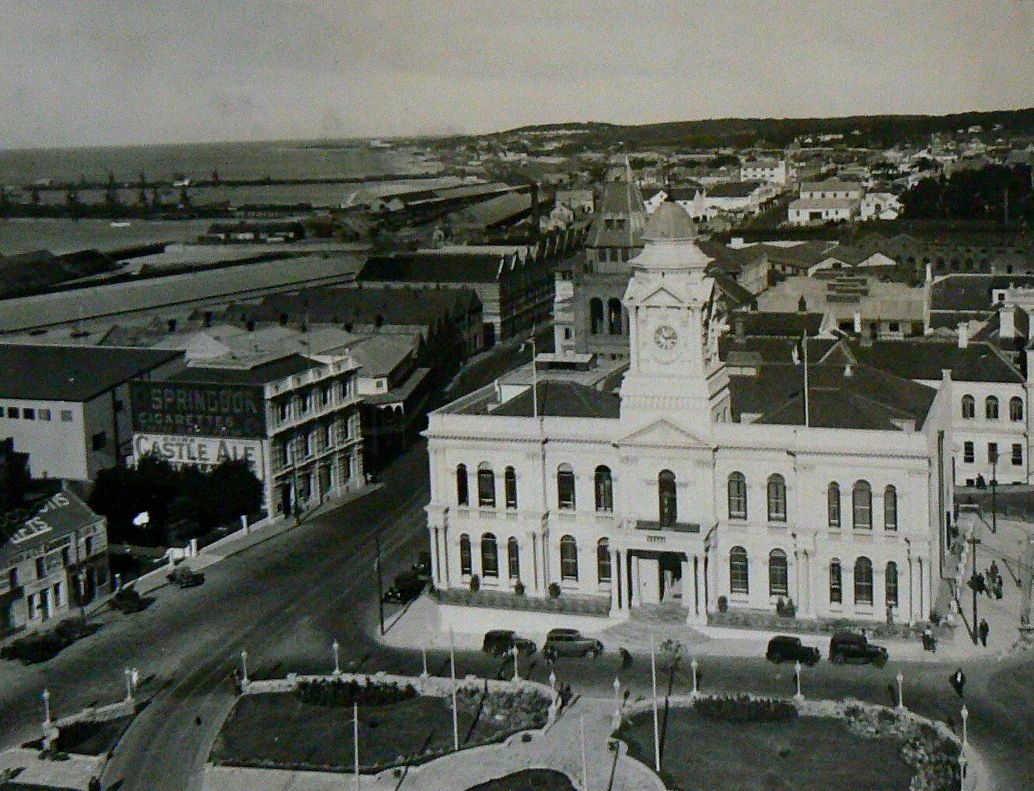
Port Elizabeth City hall en 1919.

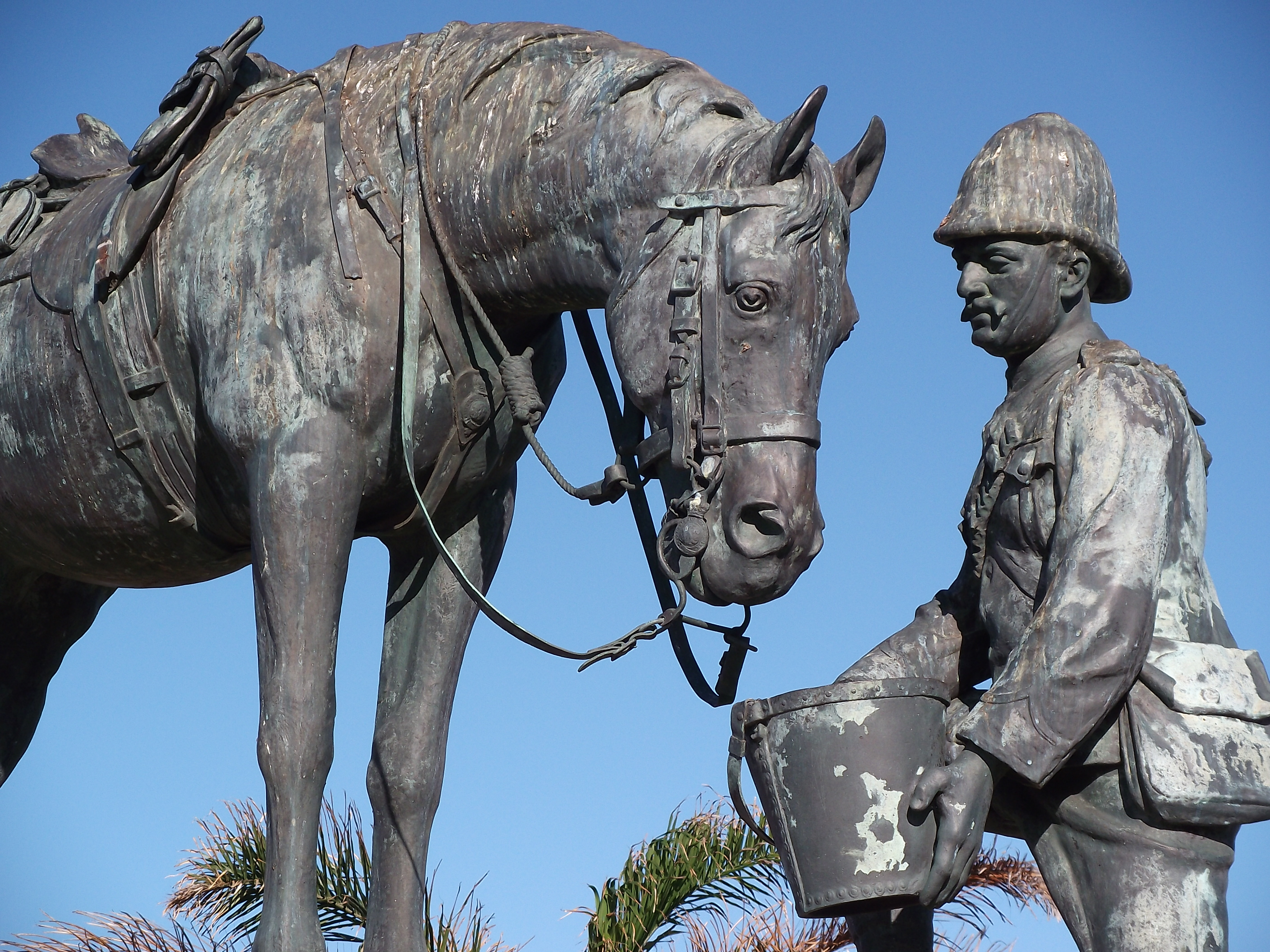
Le Horse Memorial rend hommage aux chevaux morts durant la seconde guerre des Boers. Le soldat figurant sur le monument a été déboulonné en avril 2015 par des membres de l'EFF à la suite de l'appel lancé par la direction de l'EFF à retirer les statues et monuments qui symbolisent le colonialisme et l'apartheid,,.

La région de Port Elizabeth fut d'abord habitée par les Khoi et les San, des populations qui vivaient de la chasse et de la cueillette. Elle a ensuite été conquise vers l'an 800 par des peuples bantous venus du nord, les Xhosas, qui s'installèrent sur les berges du fleuve Sundays. En 1488, Bartolomeu Dias et son équipage sont les premiers Européens  à repérer la côte.
La région fut ensuite explorée par les Boers au XVIIe siècle avant que les Britanniques n'érigent le premier établissement européen de la baie d'Algoa en 1799 (Fort Frederick). Quelque 4 000 immigrants britanniques arrivent en 1819 dans la baie d'Algoa et y fondent la ville de Port Elizabeth, baptisée ainsi le 6 juin 1820 par le gouverneur de la colonie du Cap, sir Rufane Donkin, pour honorer la mémoire de son épouse Elizabeth, décédée en Inde. C'est entre Port Elizabeth et Grahamstown que Piet Retief partage alors son temps avant de rédiger son manifeste et de participer, en 1837, au grand Trek des Boers en tant que chef voortrekker.
La ville devint le plus grand centre urbain britannique de l'est de la colonie du Cap aux portes de la Cafrerie Britannique et du pays Xhosa. Municipalité autonome dès 1861, elle est une ville prospère et un port important grâce au commerce de la laine, du mohair, de la plume d'autruche et de l'or à partir de 1896, attirant de nombreuses personnes issues de communautés diverses (britanniques, indiens, malais, xhosas ...). Durant la seconde guerre des Boers (1899-1902), les Britanniques y construisent un camp de concentration pour y retenir de nombreuses femmes et enfants boers.
Au XXe siècle, l'industrie automobile qui se développe dans sa zone urbaine attire dès les années 1920 des milliers de travailleurs noirs. Elle devient à partir des années 1950 un important centre de résistance contre l'apartheid, et c'est à Port Elizabeth, en 1977, que Steve Biko, fut torturé avant d'être transporté à Pretoria où son décès fut constaté.
Ville plutôt libérale, elle est depuis 1994 dirigée par l'ANC. Une bonne partie des habitants d'origine européenne n'en ont pas moins quitté le centre-ville à mesure que les habitants noirs des townships venaient s'y installer.[réf. nécessaire]

## Démographie et langues
Selon le recensement de 2011, la ville de Port Elizabeth compte 312 392 habitants dont 37,84 % de blancs, 30,60 % de noirs et 27,02 % de personnes de couleurs (coloureds).
Environ 40,19 % des habitants de la ville sont de langue maternelle afrikaans (principalement les métis et les blancs) contre 33,25 % de langue maternelle anglaise (indiens et blancs) et 22,24 % de langue xhosa.

## Administration
En 1860, Port Elizabeth a obtenu le statut permettant à ses résidents contribuables d'élire un conseil municipal. En 1913, elle obtient le statut de City
En 2001, lors de l'instauration des nouvelles municipalités, l'agglomération de Port Elizabeth-Uitenhage-Despatch a été unifiée et rebaptisée Nelson Mandela Metropole.

### Liste des maires de Port Elizabeth (1860-2001)
| Maire                                                | Mandat      | Parti              |
| ---------------------------------------------------- | ----------- | ------------------ |
| William Smith (1817-1867)                            | 1860 à 1864 |                    |
| Matthew Ebenezer Kemp (1832-1882)                    | 1865        |                    |
| John Miller                                          | 1866 à 1870 |                    |
| Henry William Pearson (1822-1899)                    | 1871 à 1873 |                    |
| Hyman Henry Salomon                                  | 1874 à 1875 |                    |
| Henry William Pearson (1822-1899)                    | 1876 à 1877 |                    |
| Henry William Pearson (1822-1899)                    | 1880        |                    |
|                                                      |             |                    |
| Henry William Pearson (1822-1899)                    | 1882 à 1889 |                    |
|                                                      |             |                    |
| John Mcllwraith                                      | 1891 à 1892 |                    |
| Henry William Pearson (1822-1899)                    | 1893        |                    |
| John Mcllwraith                                      | 1894        |                    |
| Henry William Pearson (1822-1899)                    | 1895        |                    |
| James Wynne (1840-1908)                              | 1896 à 1898 | Progressiste       |
| Alexander Fettes (1845-1921)                         | 1898 à 1899 |                    |
| Maximilian Gumpert (1868-)                           | 1899 à 1900 |                    |
| John Chambers Kemsley (1855-1934)                    | 1901 à 1904 |                    |
| Alexander Fettes (1845-1921)                         | 1905 à 1907 |                    |
|                                                      |             |                    |
| George Stephen Whitehead (1854-)                     | 1910 à 1911 |                    |
| Adam Guthrie                                         | 1912 à 1915 |                    |
| John Chambers Kemsley (1855-1934)                    | 1916 à 1918 |                    |
| Henry Forbes                                         | 1918-1919   |                    |
| John Stewart Young (1875-1968)                       | 1919 à 1920 |                    |
| William Frederick Savage (1857-1925)                 | 1920 à 1921 |                    |
| Alexander Peter John Wares (1870-1944)               | 1921 à 1923 | SAP                |
| Archibald Linton                                     | 1923 à 1924 | SAP                |
|                                                      |             |                    |
| John Stewart Young (1875-1968)                       | 1926        |                    |
| Alfred Herbert Brooks                                | 1927 à 1928 |                    |
| James Scott (-1960)                                  | 1929 à 1930 |                    |
| Henry John Millard (-1944)                           | 1931        |                    |
| William Frederick Caulfield                          | 1932 à 1933 |                    |
| Thomas Charles White                                 | 1934 à 1935 |                    |
| Walter Clement Adcock (1870-1950)                    | 1936 à 1937 |                    |
| James McLean (1878-)                                 | 1938 à 1939 |                    |
| John Sime Neave (1869-1953)                          | 1939 à 1940 |                    |
| Adolph Schauder (1880-1968)                          | 1940 à 1942 |                    |
| Alfred Charles Thomas Bloe (1881-1948)               | 1942 à 1943 |                    |
| John James Glendinning (1891-1979)                   | 1944 à 1945 |                    |
| John Sime Neave (1869-1953)                          | 1946 à 1947 |                    |
| John Stewart Young (1875-1968)                       | 1948 à 1950 |                    |
| Jacobus Christoffel Kotze (Boet) Erasmus (1901-1986) | 1950 à 1952 |                    |
| Cecil Frank McArthur                                 | 1952 à 1953 |                    |
| Louis Dubb (1903-1991)                               | 1954 à 1956 |                    |
| Ian Edmund Struan Robertson                          | 1956 à 1958 |                    |
| Alfred Markman (1912-1960)                           | 1958 à 1959 |                    |
| Montreal (Monty) van der Vyver                       | 1960 à 1963 | NP                 |
| John Graham Young                                    | 1964 à 1965 |                    |
| Hendrik Johannes Daniel Toerien (1907-1973)          | 1965 à 1966 |                    |
|                                                      |             |                    |
| Pieter Rademeyer                                     | 1969        |                    |
|                                                      |             |                    |
| Solly Rubin (1926-1989)                              | 1972 à 1973 |                    |
| James Kleynhans                                      | 1973 à 1975 |                    |
| Daniel Hendrik (Dan) Rossouw                         | 1976 à 1977 | parti sud-africain |
| Neville Cohen                                        | 1977 à 1980 |                    |
|                                                      |             |                    |
| Ivan Loubser Krige                                   | 1984 à 1985 |                    |
| Ben Olivier                                          | 1986        |                    |
| John Vieira (1933-)                                  | 1990        | NP                 |
|                                                      |             |                    |
| Christopher Nceba Faku                               | 1994-2001   | ANC                |

## Industrie

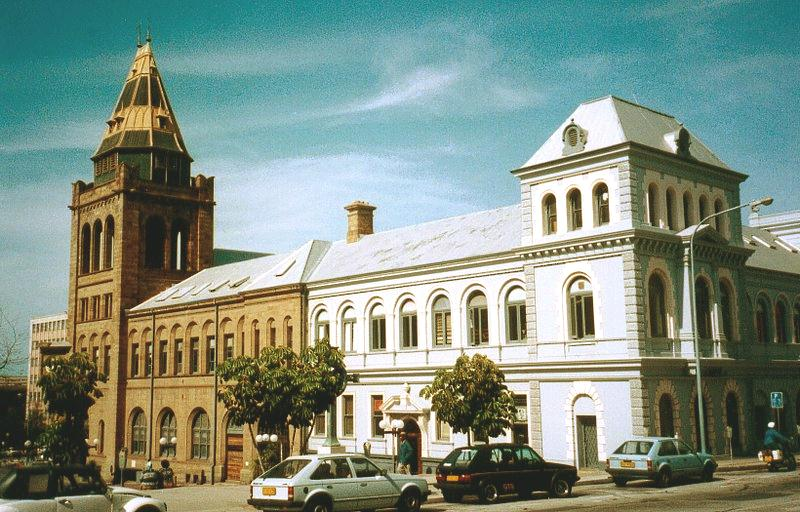
Centre-ville de Port Elizabeth en 1991

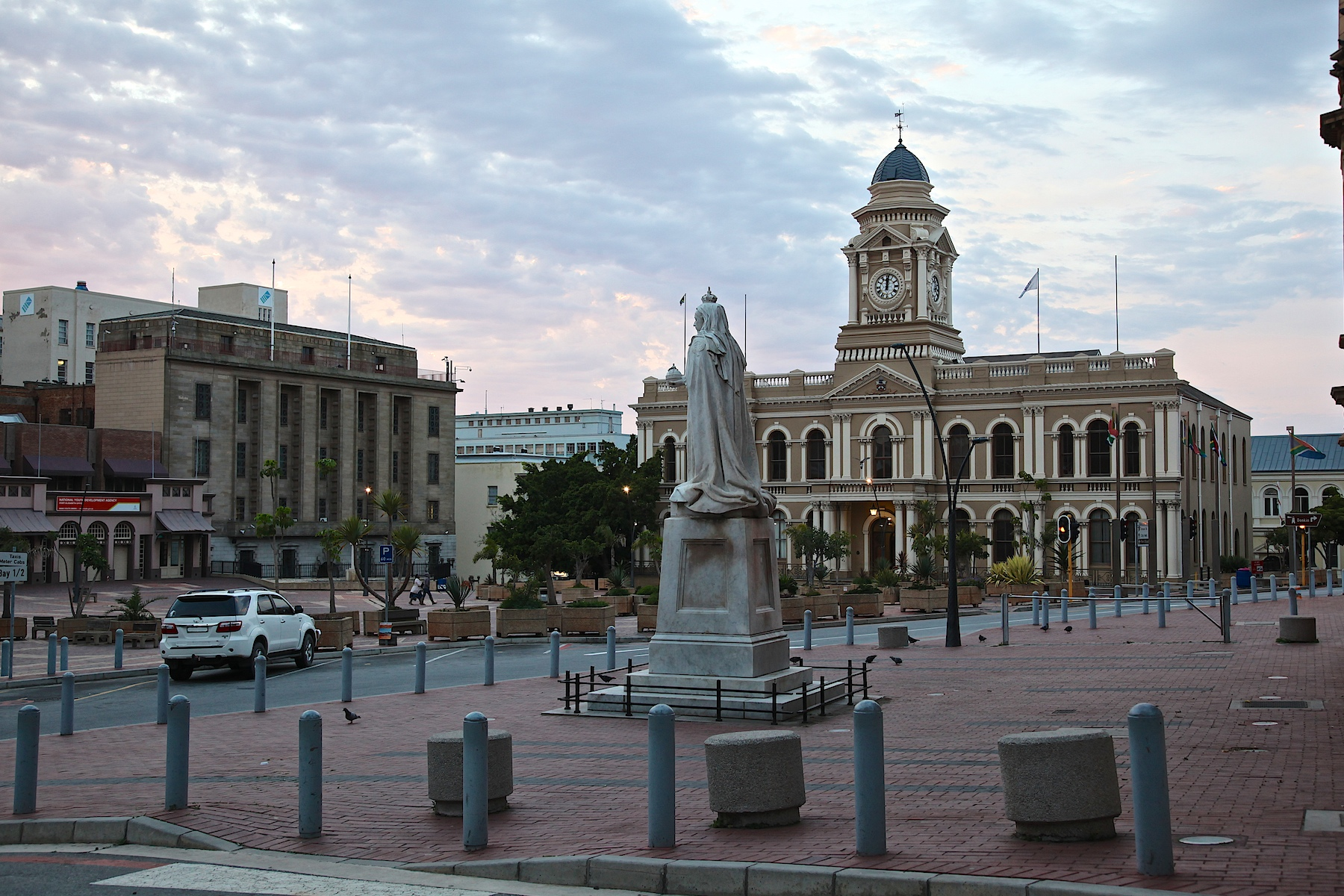
Hôtel de ville (1858).

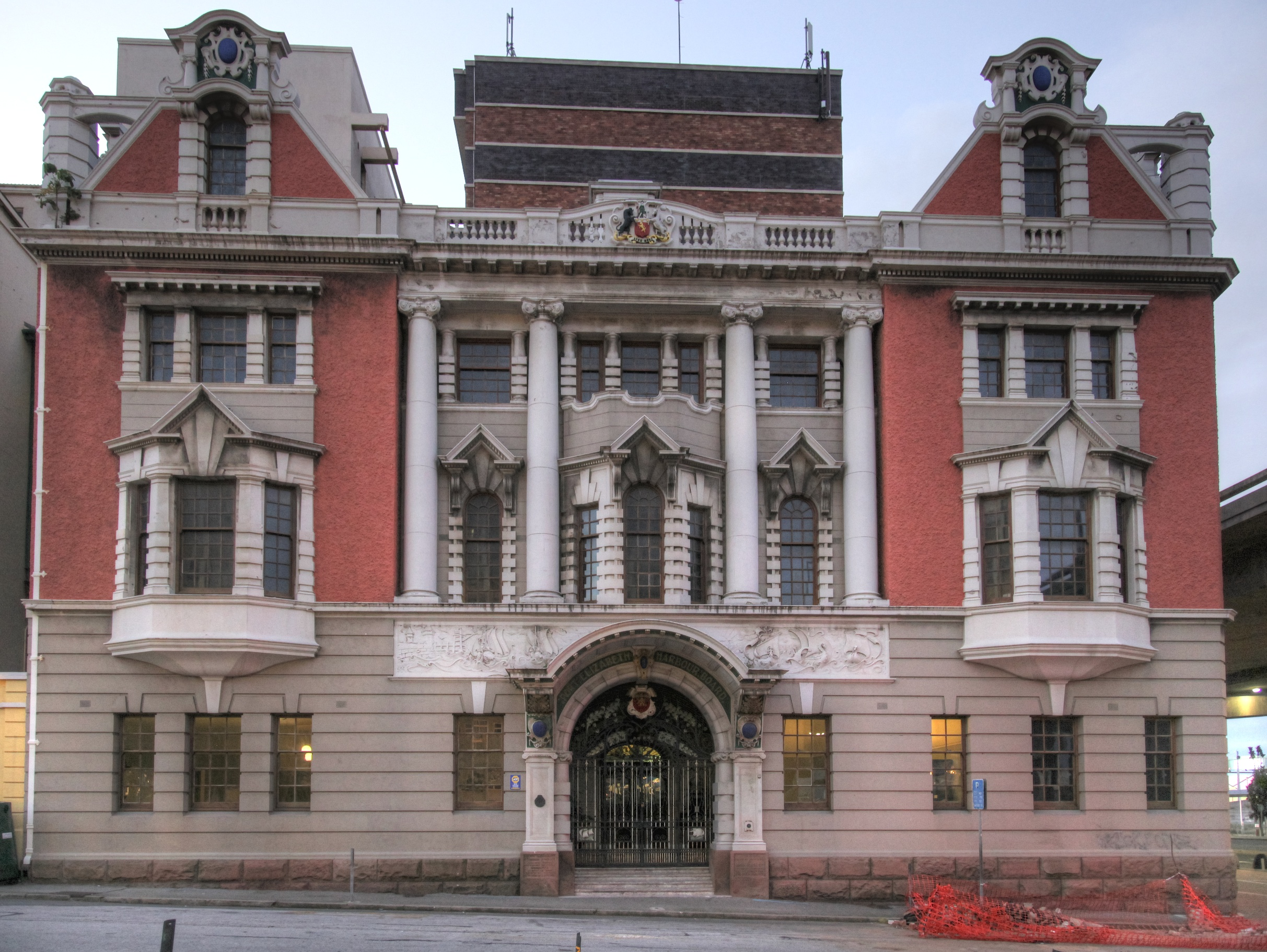
Old Harbour Board Building sur Fleming street.

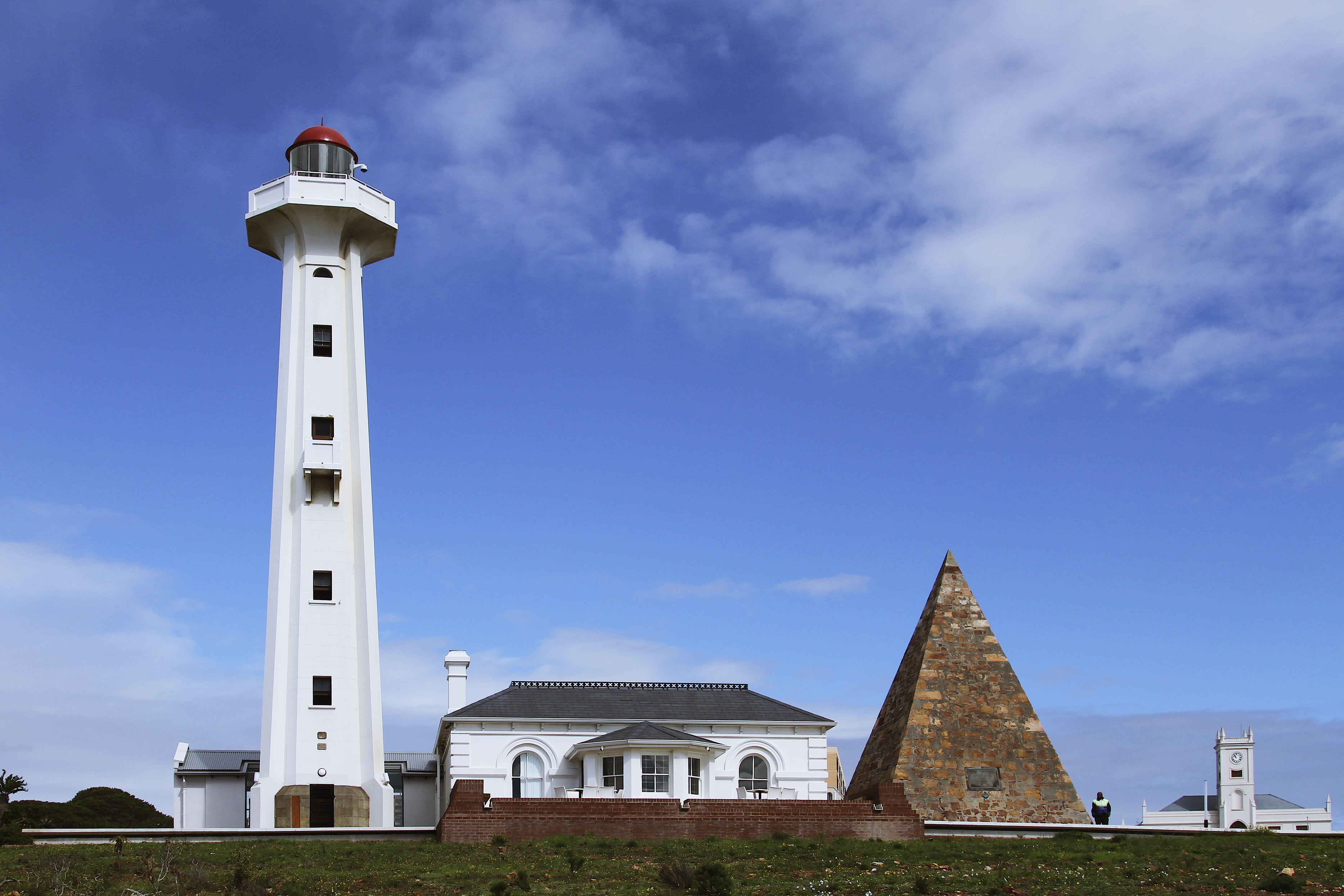
Pyramide et phare de la réserve Donkin.

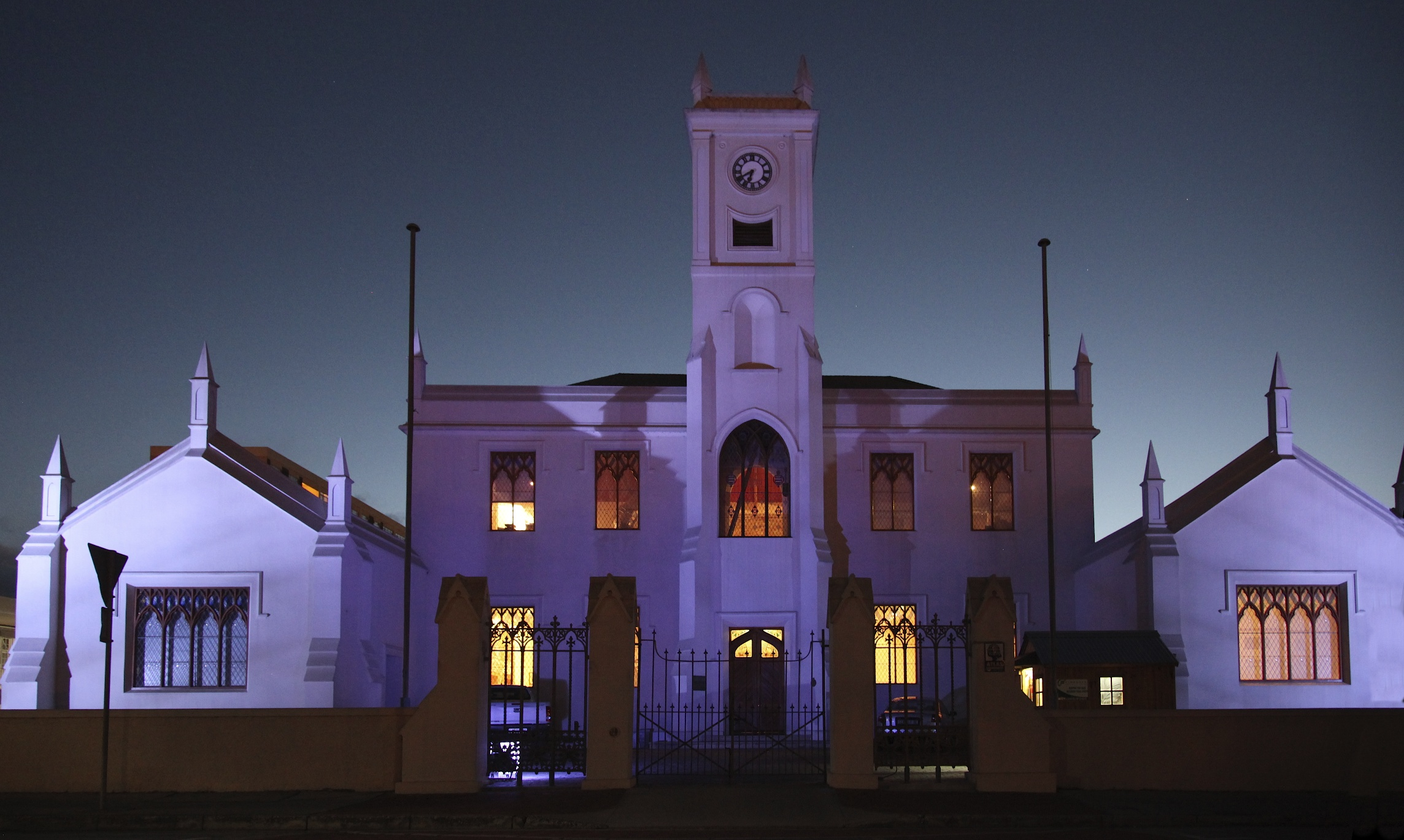
Old Grey Institute.

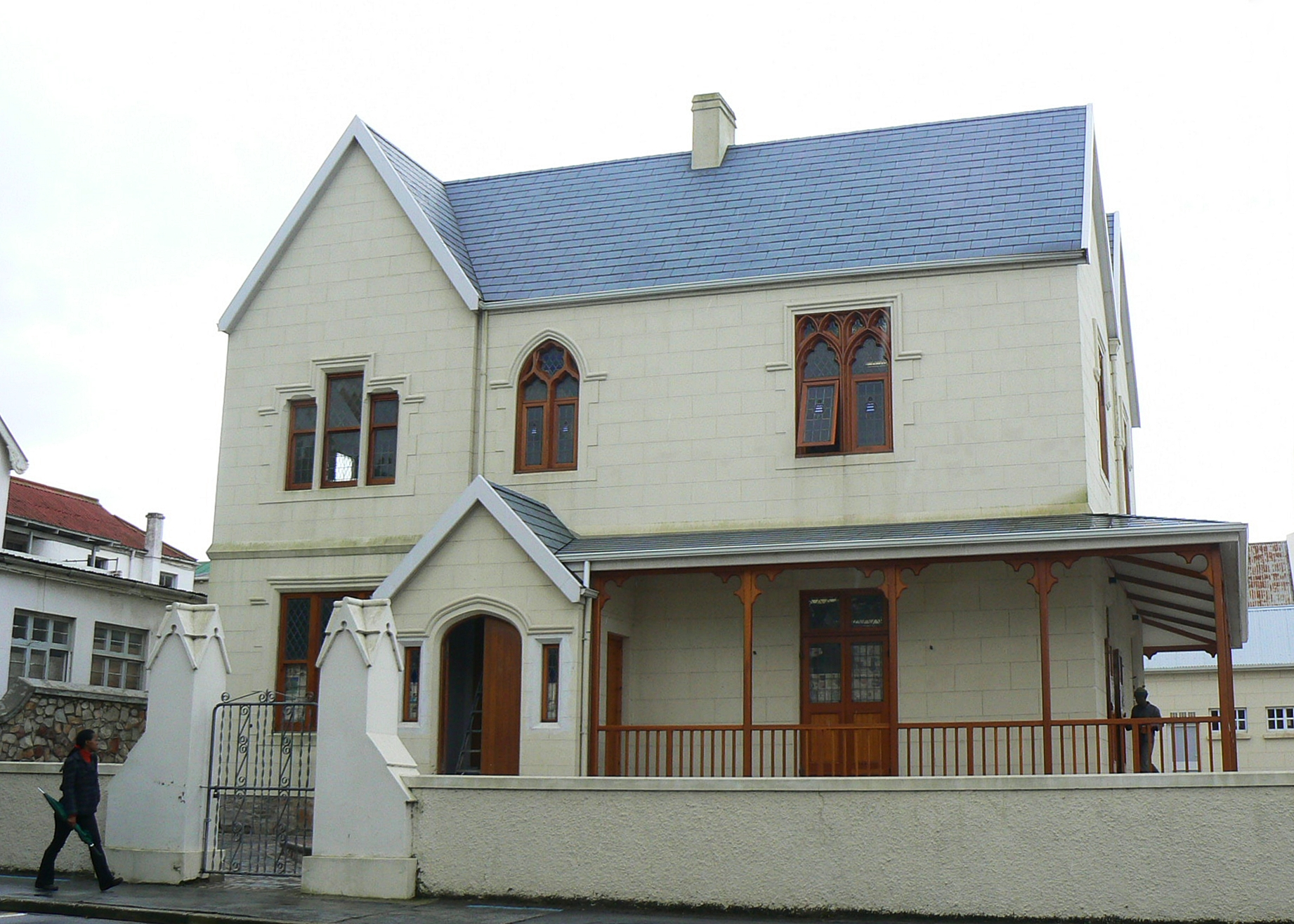
Old Pasonage.

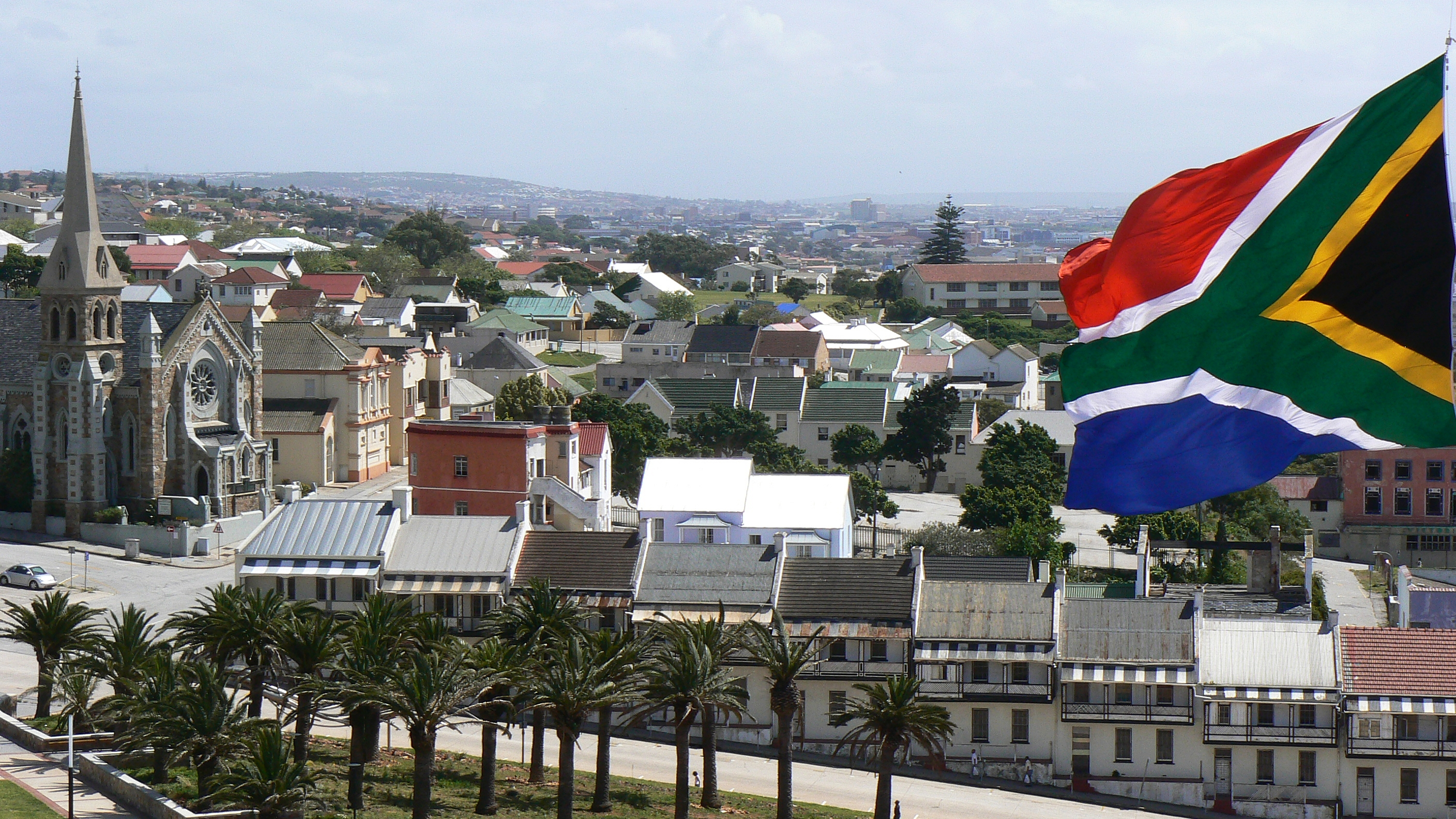
Les maisons Donkin Street.

Port Elizabeth est un centre de construction automobile, avec les usines des américains Ford (montage de moteurs) et General Motors, du japonais Isuzu, ainsi que du groupe allemand Volkswagen, toutes situées dans Uithenage mais aussi avec les usines de fabrication de pneumatiques des groupes japonais Bridgestone, allemand Continental AG et américain Goodyear, et un grand port d’exportation doté des plus importantes installations de chargement de minerai de l’hémisphère sud.

## Lieux d'intérêts, monuments et musées
Située au bout de la route des jardins (« Garden Route ») en venant du Cap, les touristes étrangers se rendent peu à Port Elizabeth et ne connaissent généralement que son aéroport. La ville pâtit notamment de la réputation d'insécurité qui caractérise son centre-ville depuis plusieurs années. 
Les plages de Port Elizabeth comme celles de King’s Beach et Humewood Beach font néanmoins de cette ville un lieu de villégiature réputé. La ville possède un centre-ville historique comprenant de nombreux édifices Art nouveau, un opéra caractéristique du style victorien ainsi que de nouveaux quartiers rassemblant attractions touristiques et restaurants : 

### Centre-ville et banlieue proche
- le campanile, symbole de la ville, est une tour de 52 m de hauteur, dotée d'une terrasse panoramique et édifiée en 1923 en souvenir de l’arrivée des colons de 1820.
- la place du marché avec l'hôtel de ville (1858) et la bibliothèque municipale (1900), un édifice d'architecture néogothique, devant lequel se tient une statue de la Reine Victoria en marbre,
- la plus ancienne maison conservée de Port Elizabeth au no 7 de la Castle Hill Street,
- la "Donkin Reserve" de cinq hectares où se trouve une pyramide de pierre élevée par sir Rufane Donkin en souvenir de sa femme Elizabeth, morte en Inde. Le phare (1861) situé à côté est un musée militaire.
- le "Horse Memorial" (sur Cape Road) commémore les chevaux de l’armée tués durant la seconde guerre des Boers. Cette œuvre de 1905 est de Joseph Whitehead (1868-1951). Déboulonné illégalement en avril 2015 par des membres des Combattants pour la liberté économique, le soldat figurant sur le monument a été remisé en lieu sûr[4], restauré et remis en place en mai 2016.
- Fort Frederick (1799), premier édifice en pierre de la région orientale du Cap et plus ancienne construction britannique d’Afrique australe.
- la King George VI Art Gallery présente des œuvres sud-africaines et britanniques,
- le St. George’s Park, plus ancien jardin de la ville, dont la serre renferme des orchidées rares,
- Bayworld à Humewood possède une salle océanographique avec des squelettes de baleines et des modèles réduits de bateaux, des expositions géologiques et historiques et une galerie ornithologique. On y trouve aussi un parc de serpents, de crocodiles et d'alligators et un oceanarium présentant phoques, dauphins, des tortues de mer, des poissons et des manchots,
- le parc naturel de Settler’s Park où vivent plusieurs espèces d’antilopes,
- le Boardwalk, nouveau quartier commerçant situé en banlieue de Port Elizabeth.
- l'Apple Express, un train à vapeur qui circule entre Port Elizabeth et Avontuur (à environ 300 km) à travers les vergers de la vallée de Langkloof.
- L'Alliance française de Port Elizabeth, unique centre culturel étranger de l'Eastern Cape, installée dans une maison à l'architecture Victorienne.

### Environs de Port Elizabeth
- le parc national des Éléphants d'Addo : (8 596 hectares) située à 72 km,
- le col du Zuurberg et le parc national du Zuurberg (20 777 hectares), peuplé d’antilopes et de singes,
- la lagune de la rivière Van Stadens dans les « Surrey Hills »
- Uitenhage, située à 35 km au nord-ouest de Port Elizabeth, fut fondée en 1804. La ville est réputée pour ses jardins, et pour l’ancienne prévôté de la ville, exemple typique d’architecture afrikaner
- le parc de loisirs « The Springs ».

## Sports
- Southern Kings
- Bay United

## Voies d'accès
Port Elizabeth figure sur le parcours de l'autoroute N2. Elle est une étape importante des lignes de cars Le Cap-Durban. Elle est reliée à Johannesburg via Bloemfontein. Elle est aussi un carrefour routier entre Grahamstown, East London et le Transkei.
L'aéroport de Port Elizabeth (ex-Hendrik Verwoerd Airport) est situé à 5 minutes du centre-ville en voiture.
La gare routière se trouve à Market Square.

## Odonymie
| Ancien nom de rues | Nouveaux noms                          |
| ------------------ | -------------------------------------- |
| Market square      | Vuyisile Mini Square (9 novembre 2010) |
| Main street        | Govan Mbeki Avenue                     |
| Belmont Terrace    | Athol Fugard Terrace (2017)            |
| Whites Road        | John Kani Road (2017)                  |
| Chapel Street      | Winston Ntshona Street (2017)          |

## Personnalités notables liées à Port Elizabeth
- Schalk Burger –  joueur de rugby international sud-africain, né à Port Elizabeth[11]
- Thinus Delport –  joueur de rugby international sud-africain[12]
- Athol Fugard – acteur, directeur de théâtre, dramaturge, écrivain, metteur en scène, pédagogue, producteur, réalisateur et scénariste sud-africain[13]
- Kermit Erasmus – footballeur
- Danie Gerber – joueur de rugby[14]
- Elrio van Heerden – footballeur
- Len Killeen – joueur de rugby[15]
- Daine Klate – footballeur
- Siya Kolisi – joueur de rugby, international, capitaine et champion du monde[16]
- Zolani Mahola –  chanteuse et actrice sud-africaine, chanteuse du groupe Freshlyground
- Kirsten Neuschäfer – navigatrice
- Joe van Niekerk – joueur de rugby[17]
- Winston Ntshona –  acteur et dramaturge sud-africain, né à Port Elizabeth[18]
- Shawn Phillips – musicien folk rock[19]
- Graeme Pollock –  joueur de cricket[20]
- Shaun Pollock –  joueur de cricket[21]
- Koleka Putuma – poète et dramaturge sud-africaine[22]
- Reeva Steenkamp – mannequin[23]
- Moonchild Sanelly – chanteuse, danseuse, créatrice, née à Port Elizabeth
- Ronwen Williams – footballeur

## Photographies

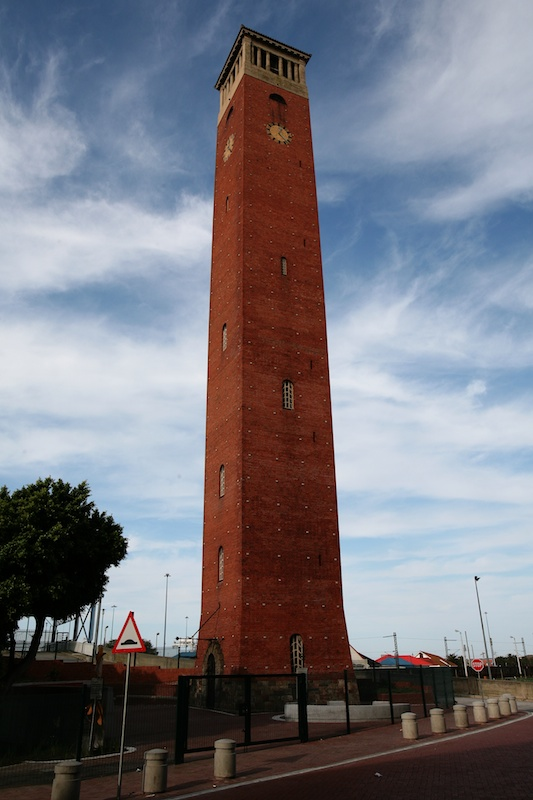
Campanile.
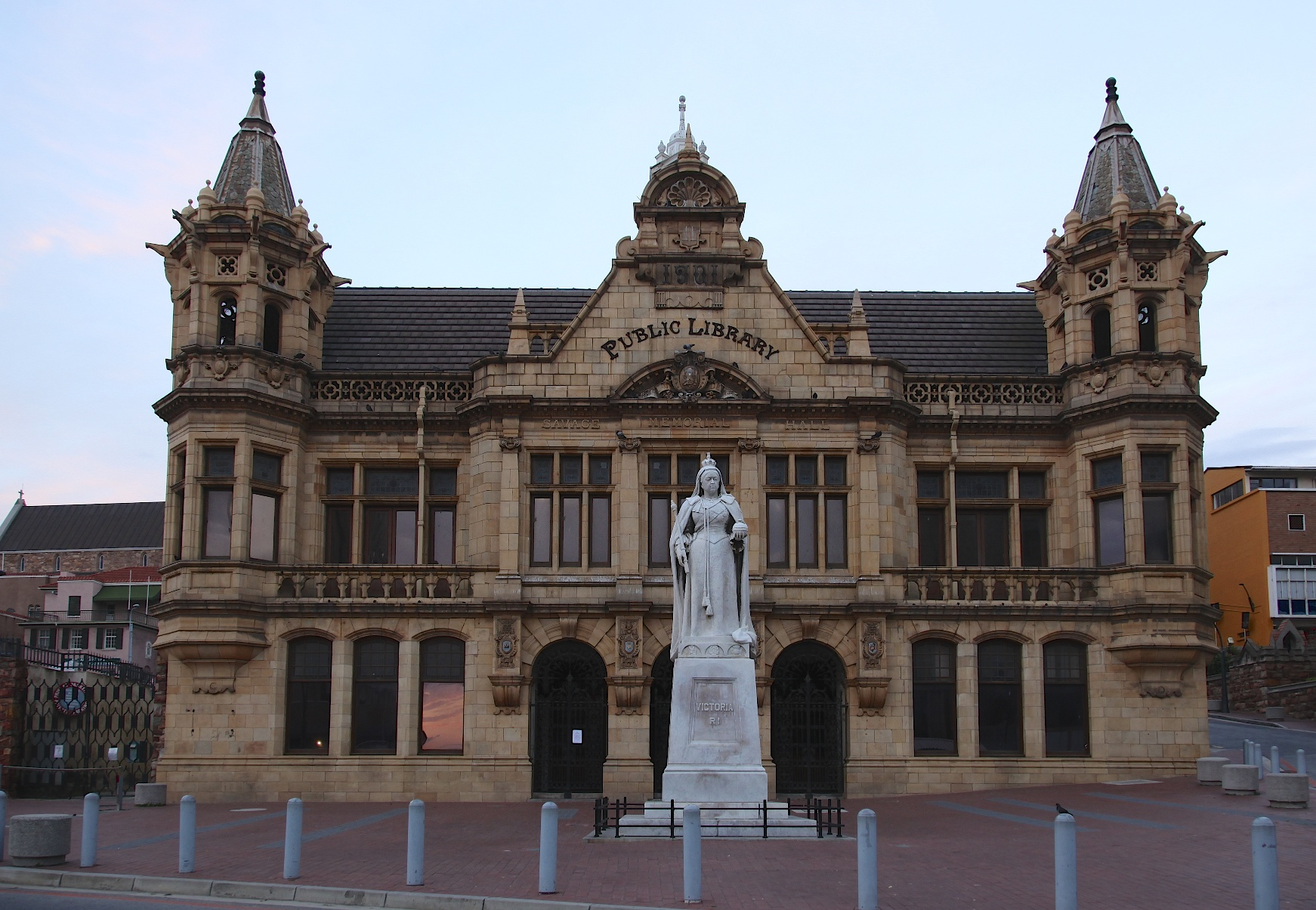
La bibliothèque municipale et la statue de la reine Victoria.
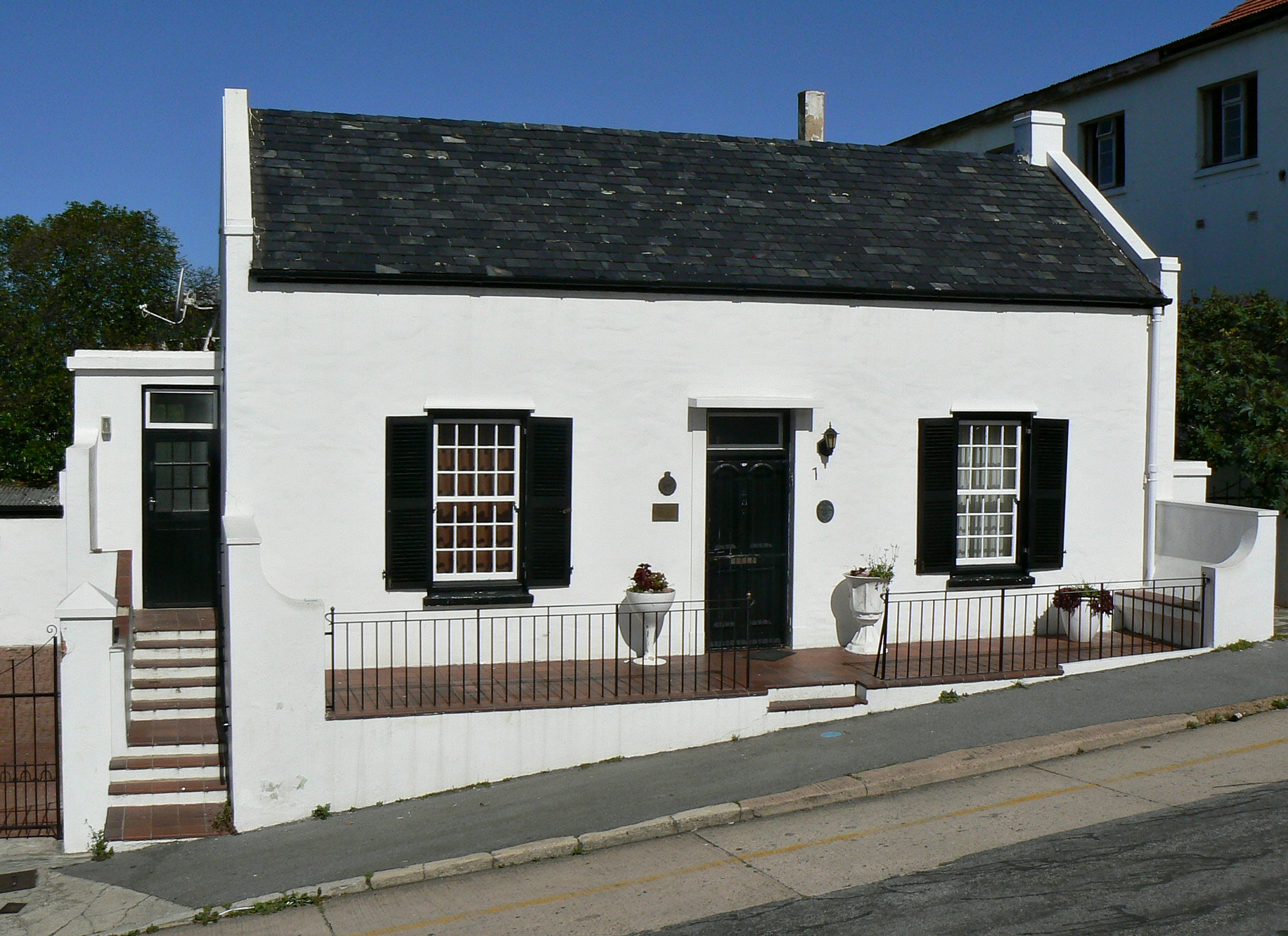
Maison coloniale d'architecture géorgienne sur Castle Hill.
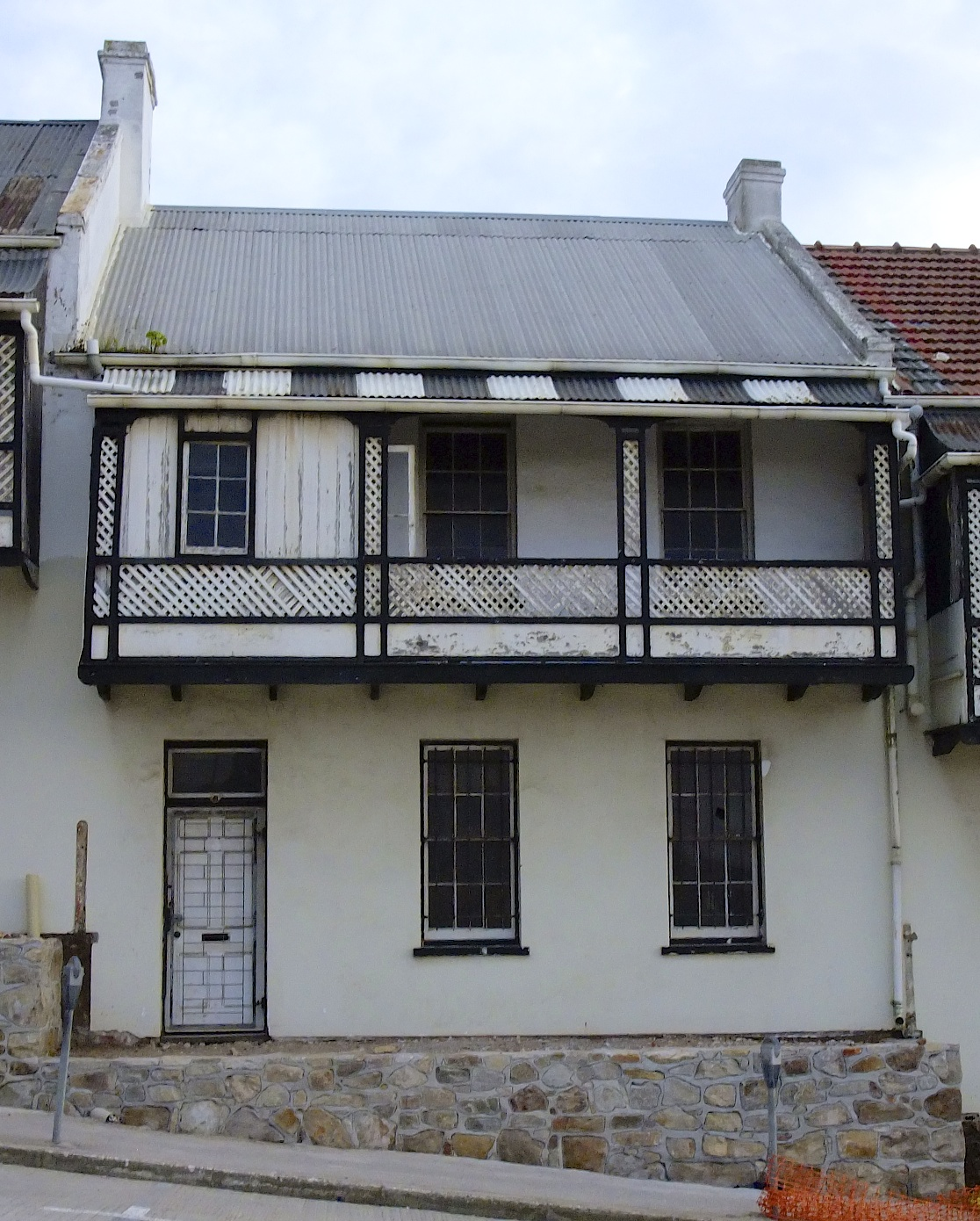
Maison sur Donkin Street.
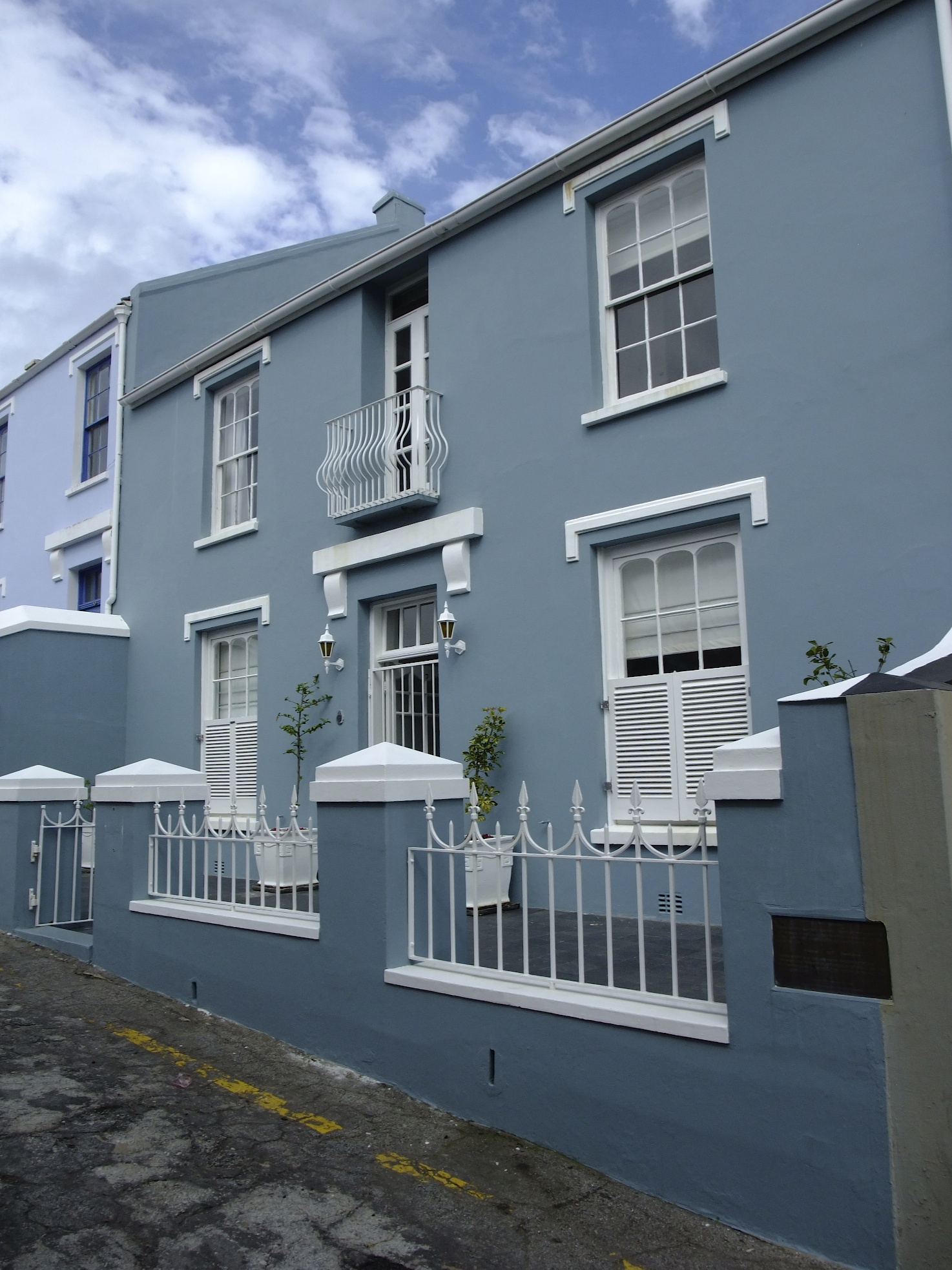
Maison victorienne de Cora Street.
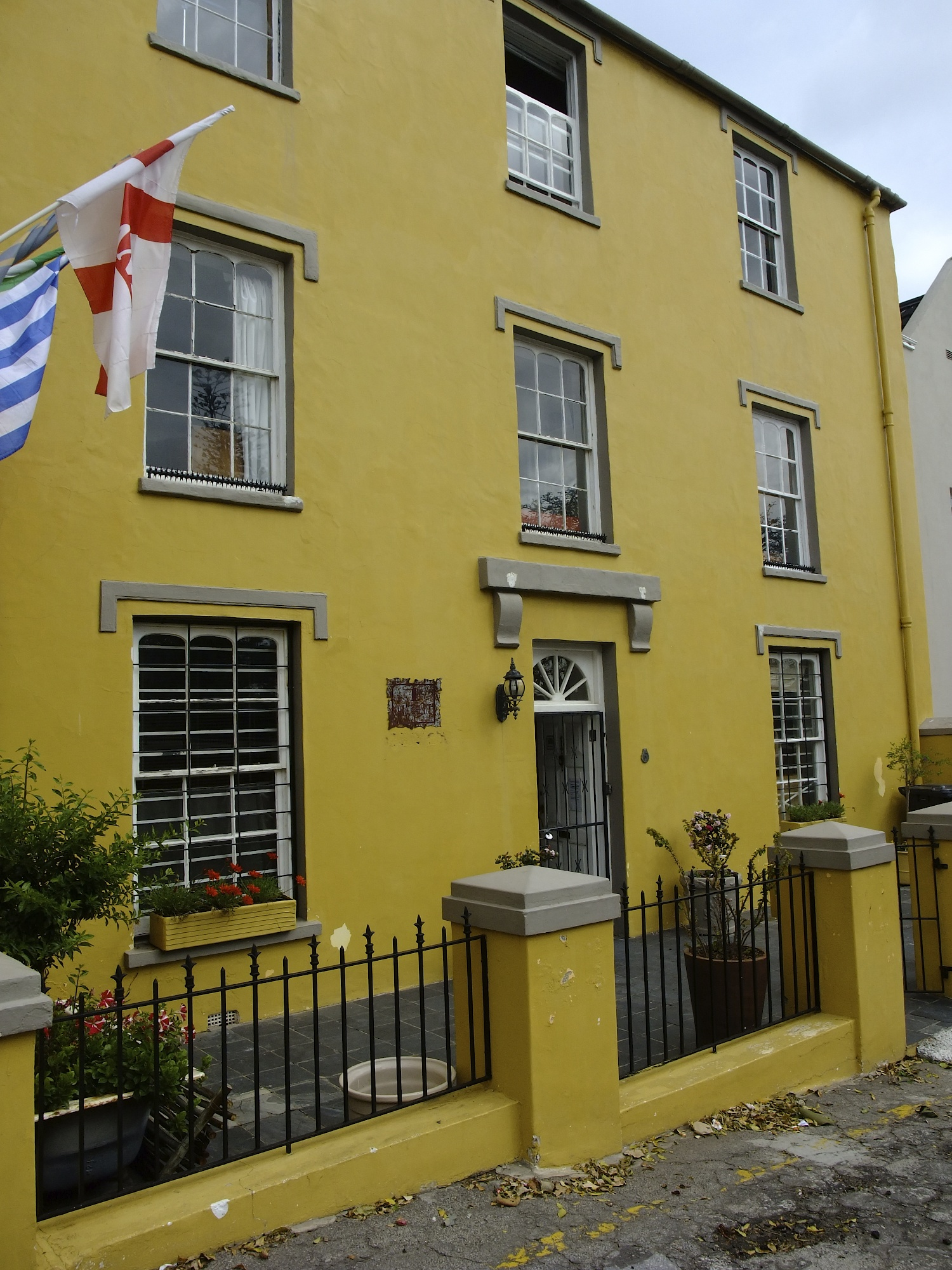
Autre maison victorienne sur Cora Street.
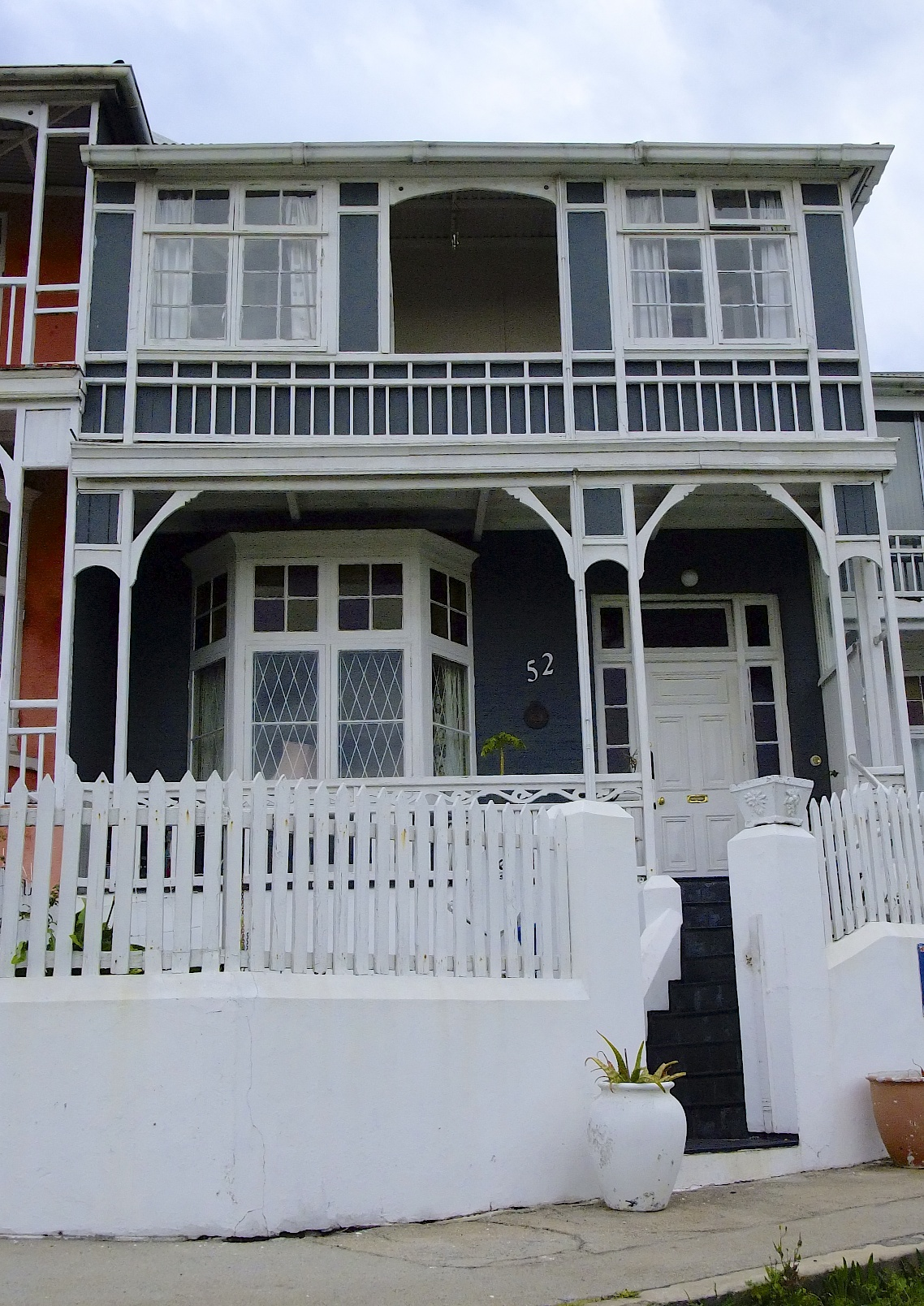
Maison victorienne sur Newington Road.
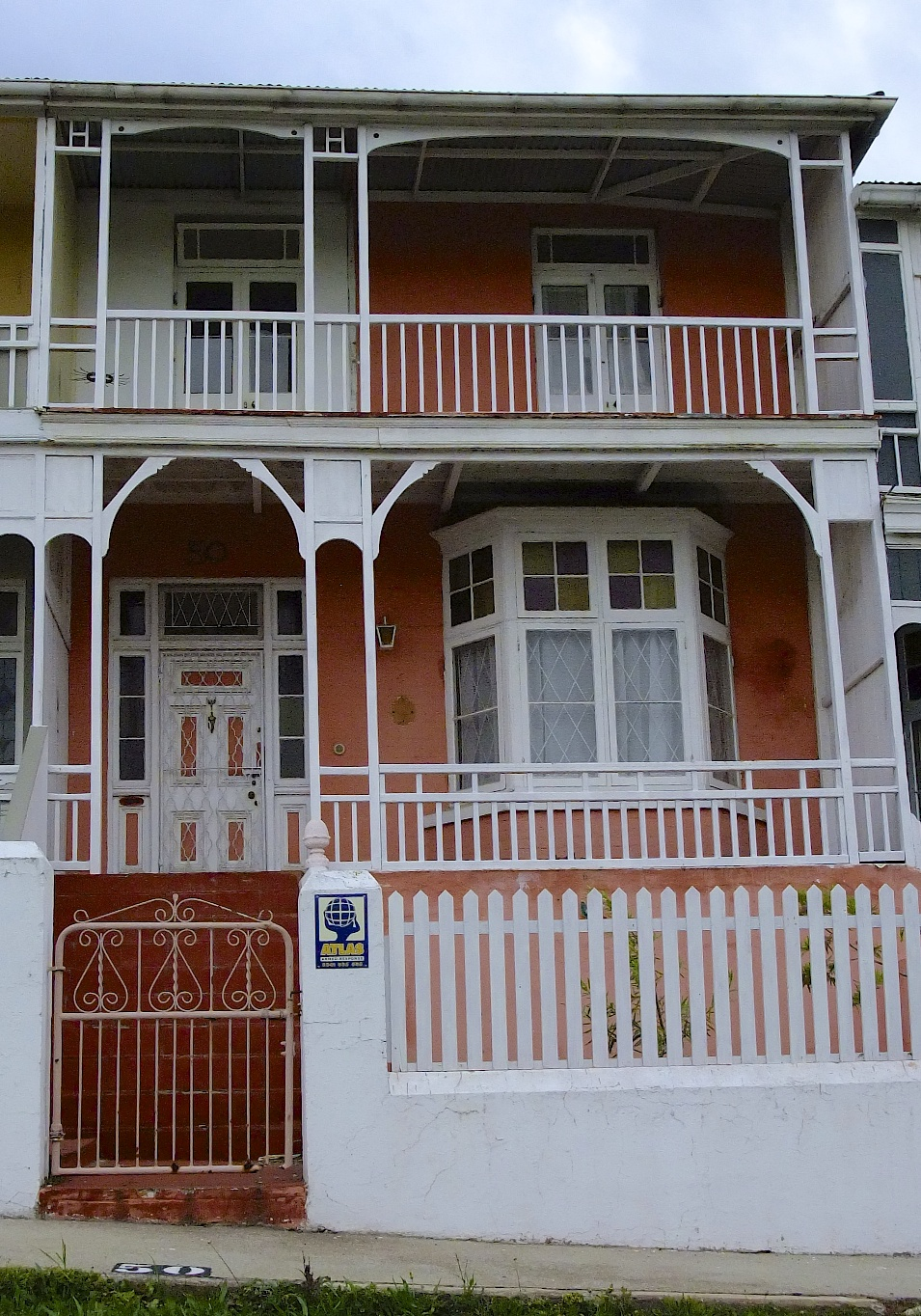
Maison victorienne sur Newington Road.
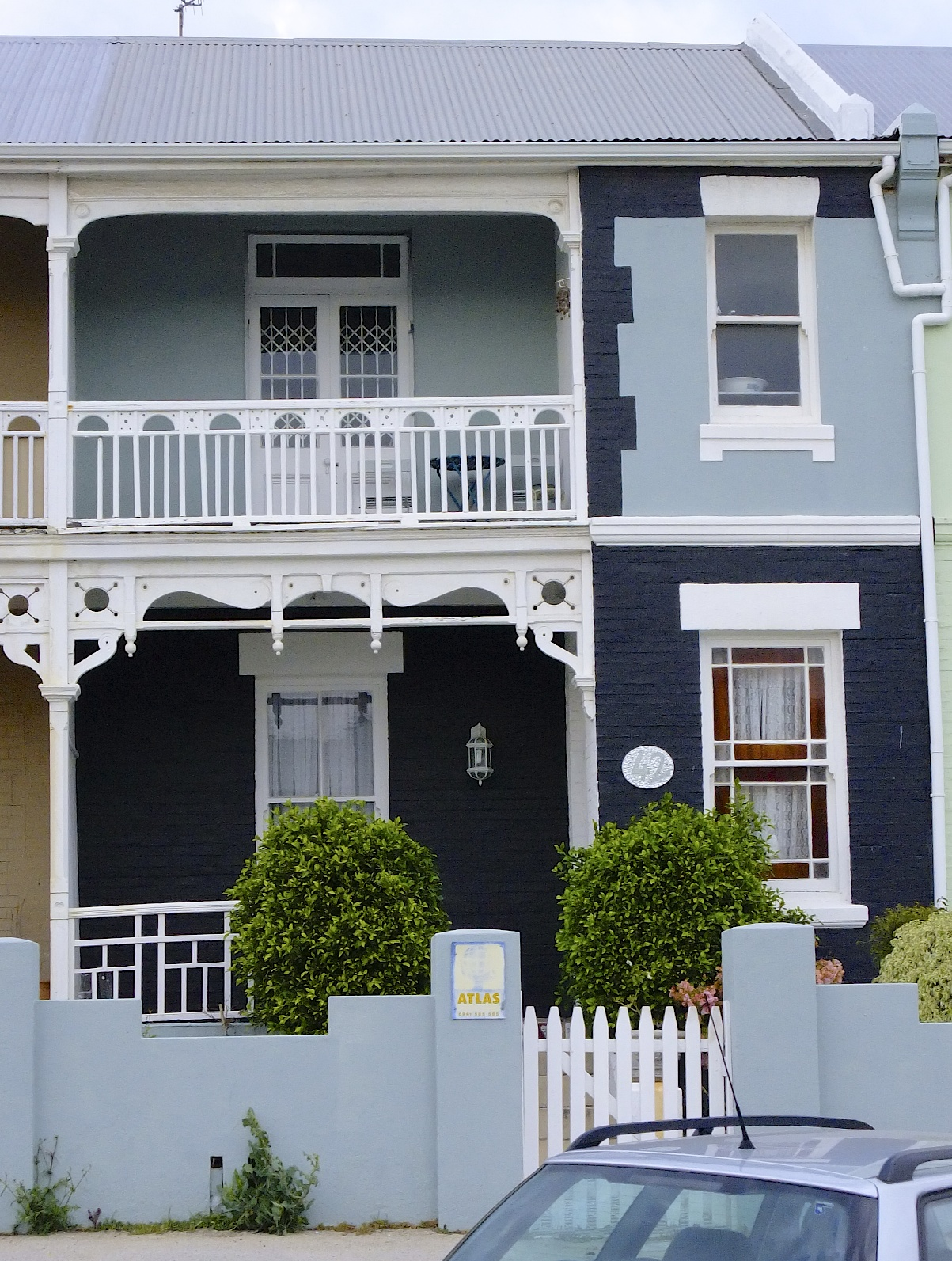
Maison victorienne sur Newington Road.
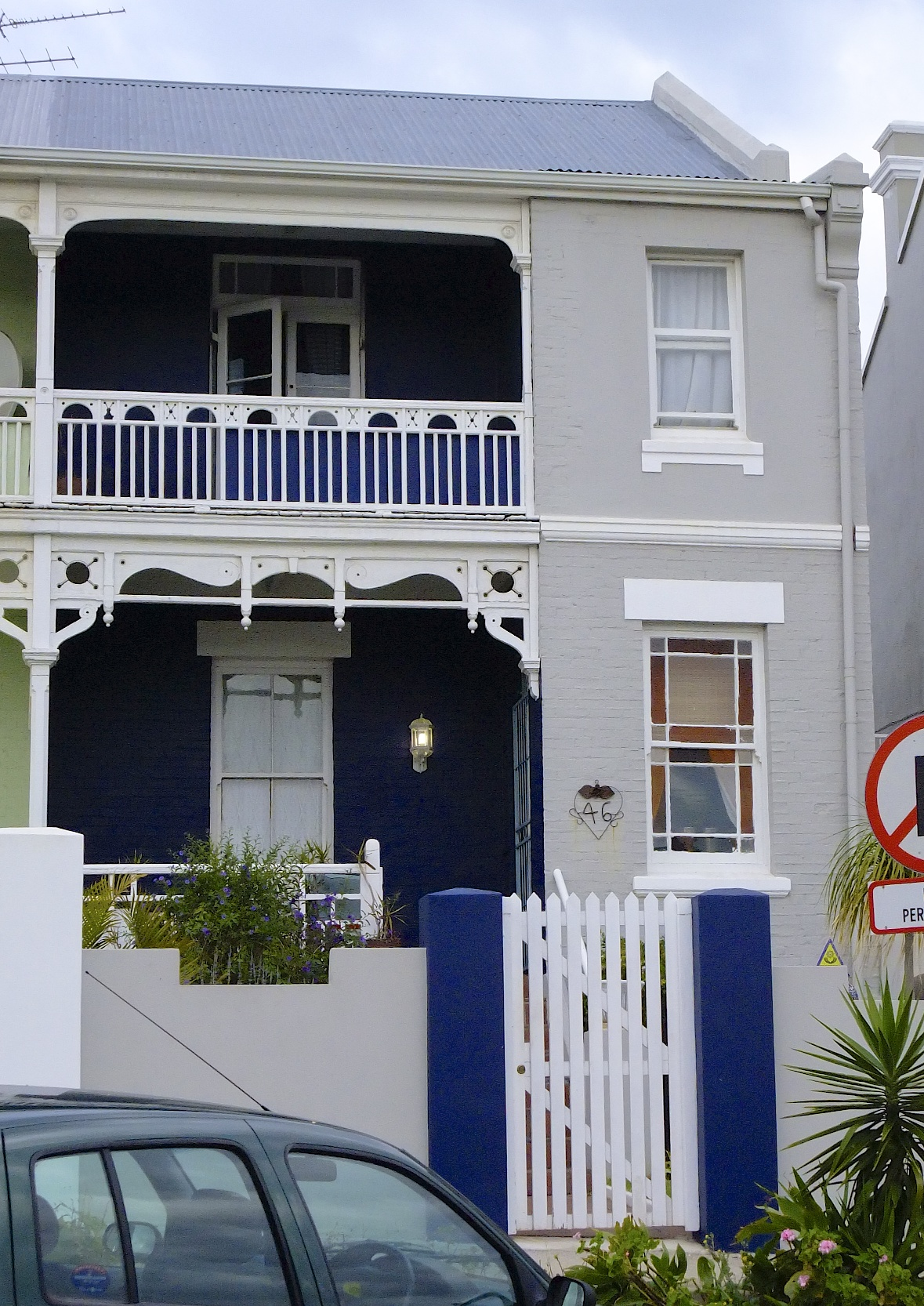
Maison victorienne sur Newington Road.
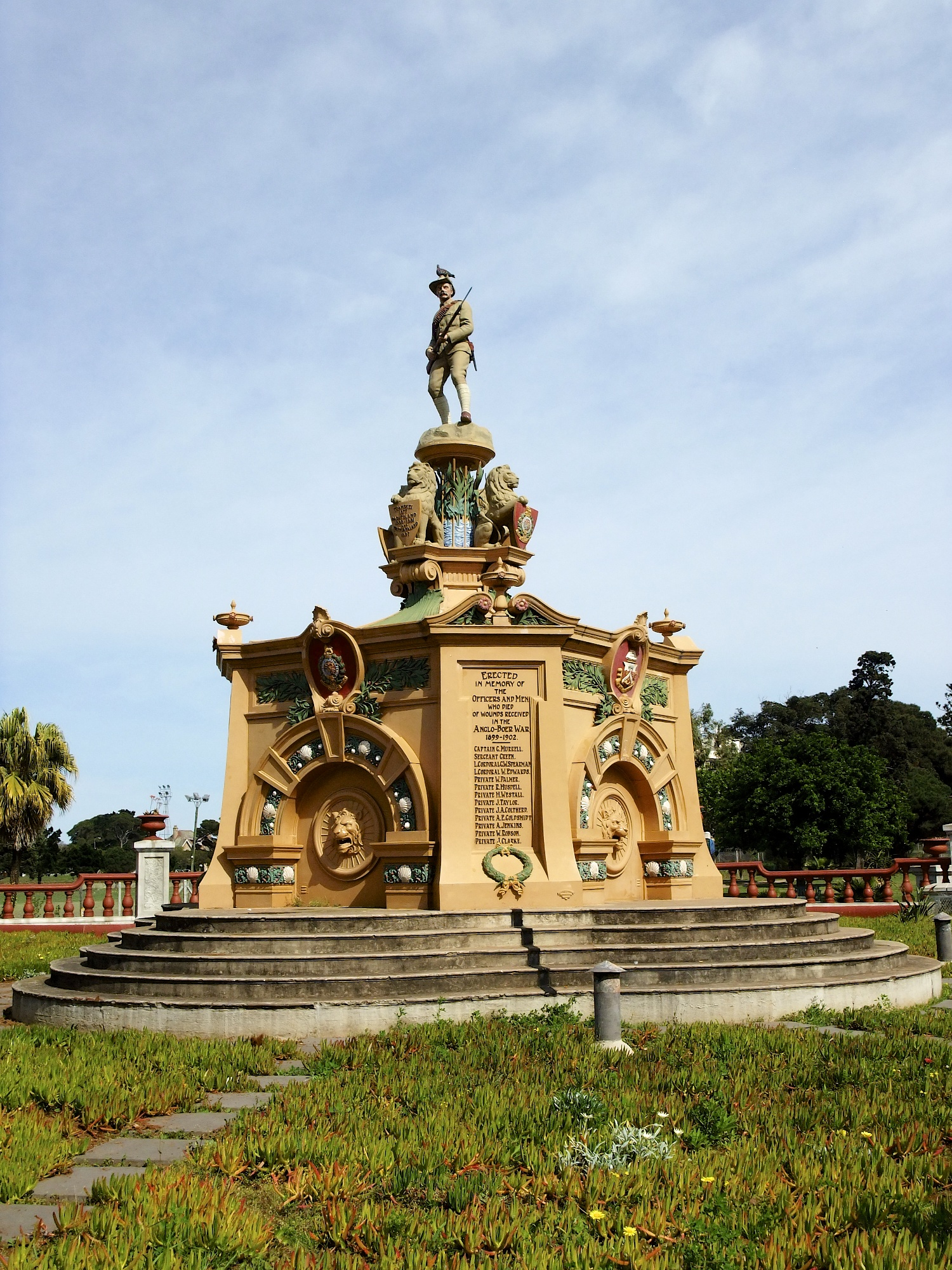
Prince Alfreds Guard Memorial dans le parc Saint-George.
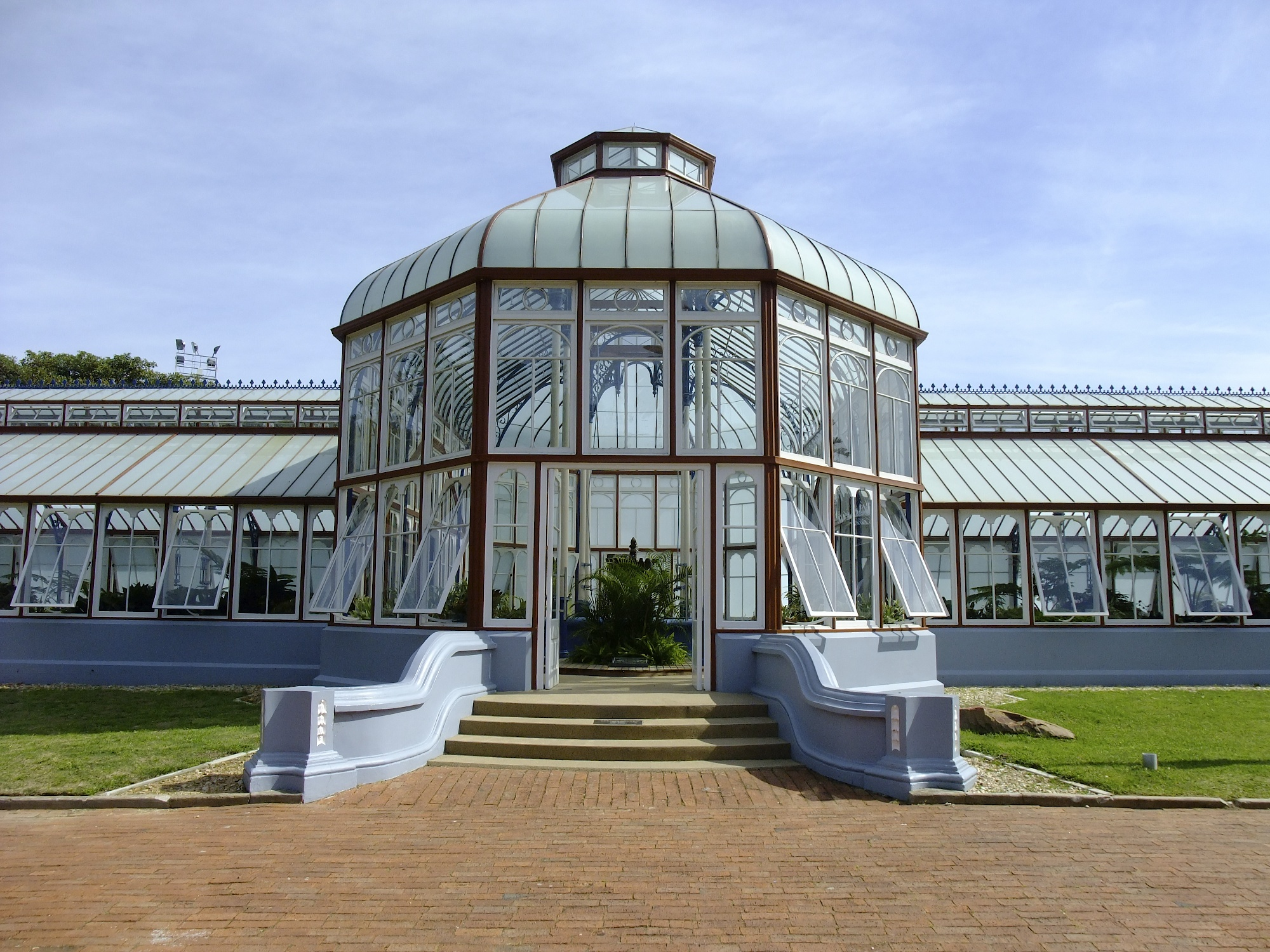
Serre Pearson dans St. George's Park.
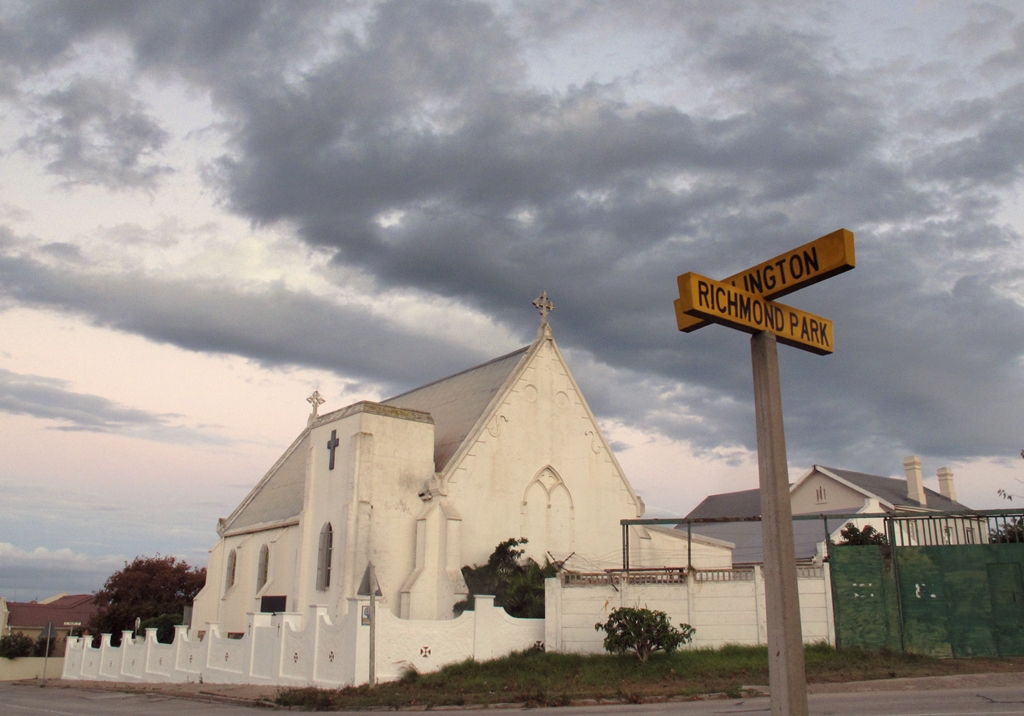
Église Saint Philippe.
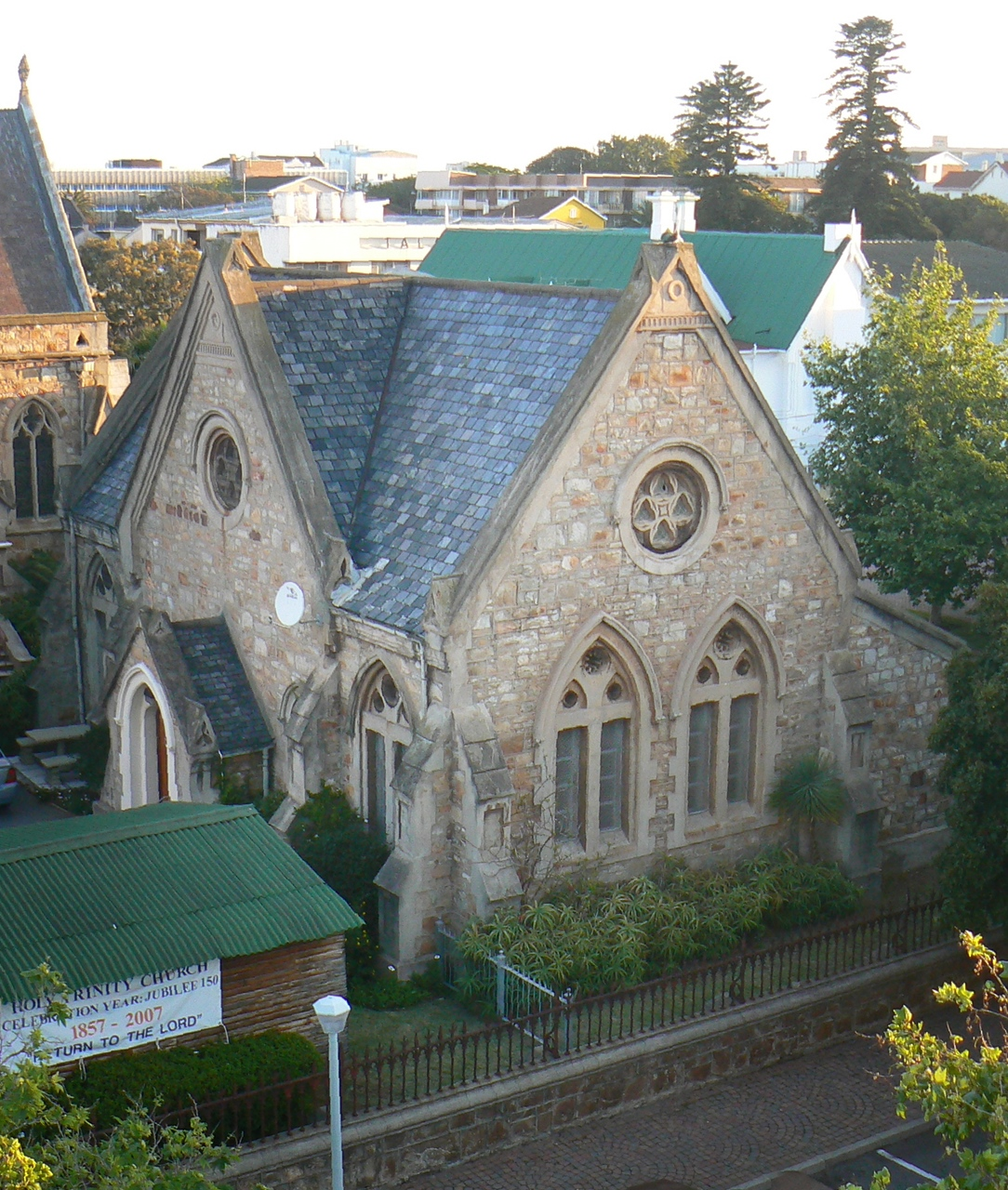
Holy Trinity Church (1866/1897).
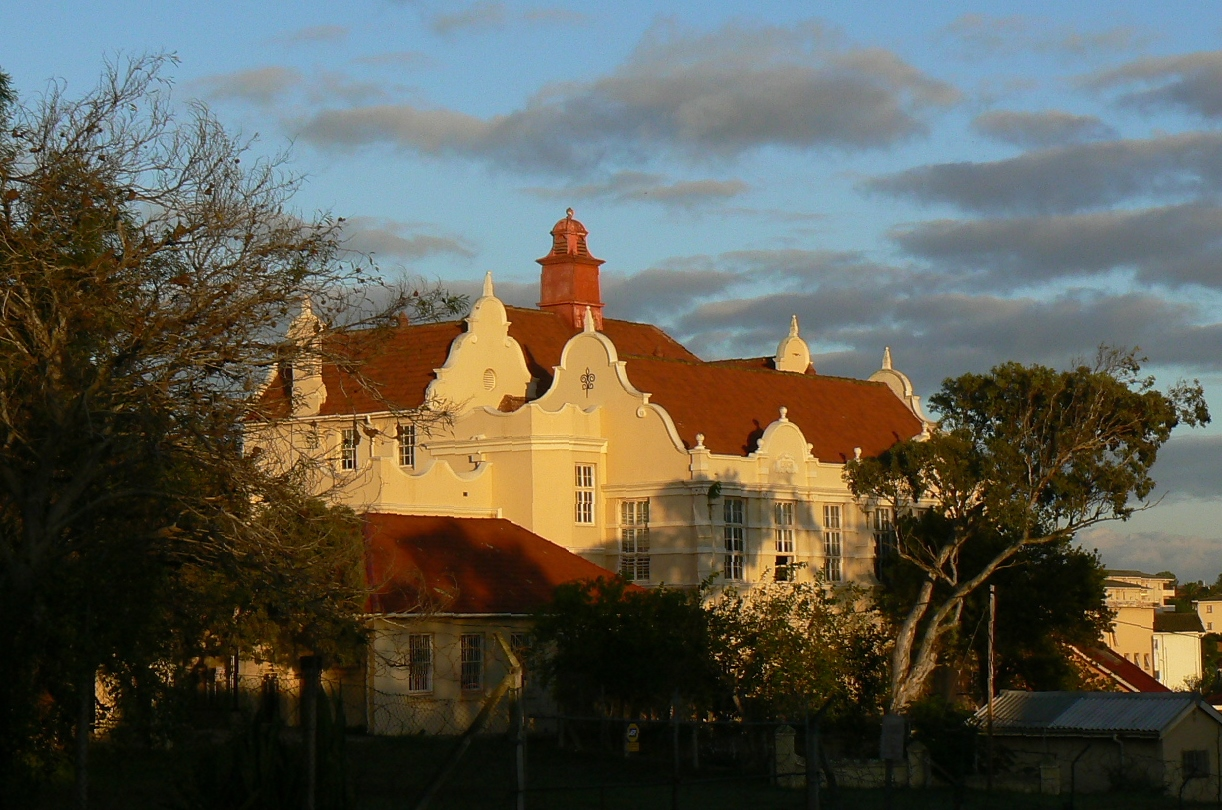
Old Erica School (1903).
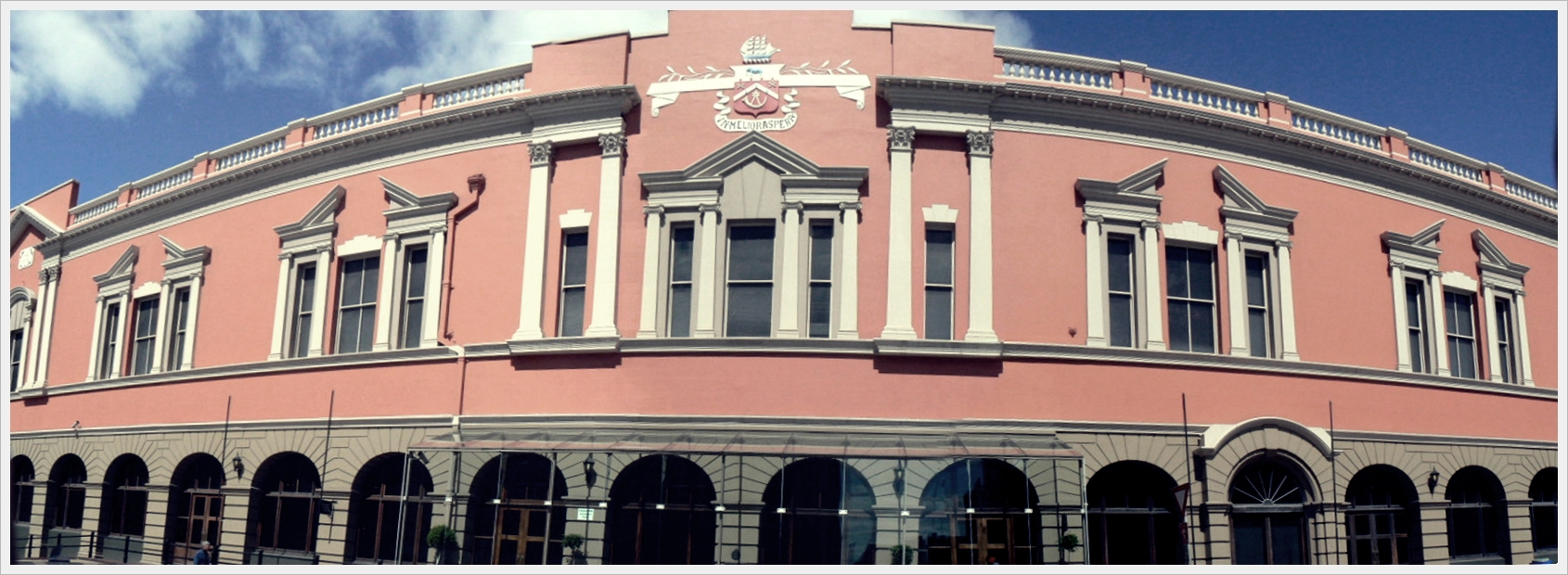
Feathermarket Building (1883-1885).
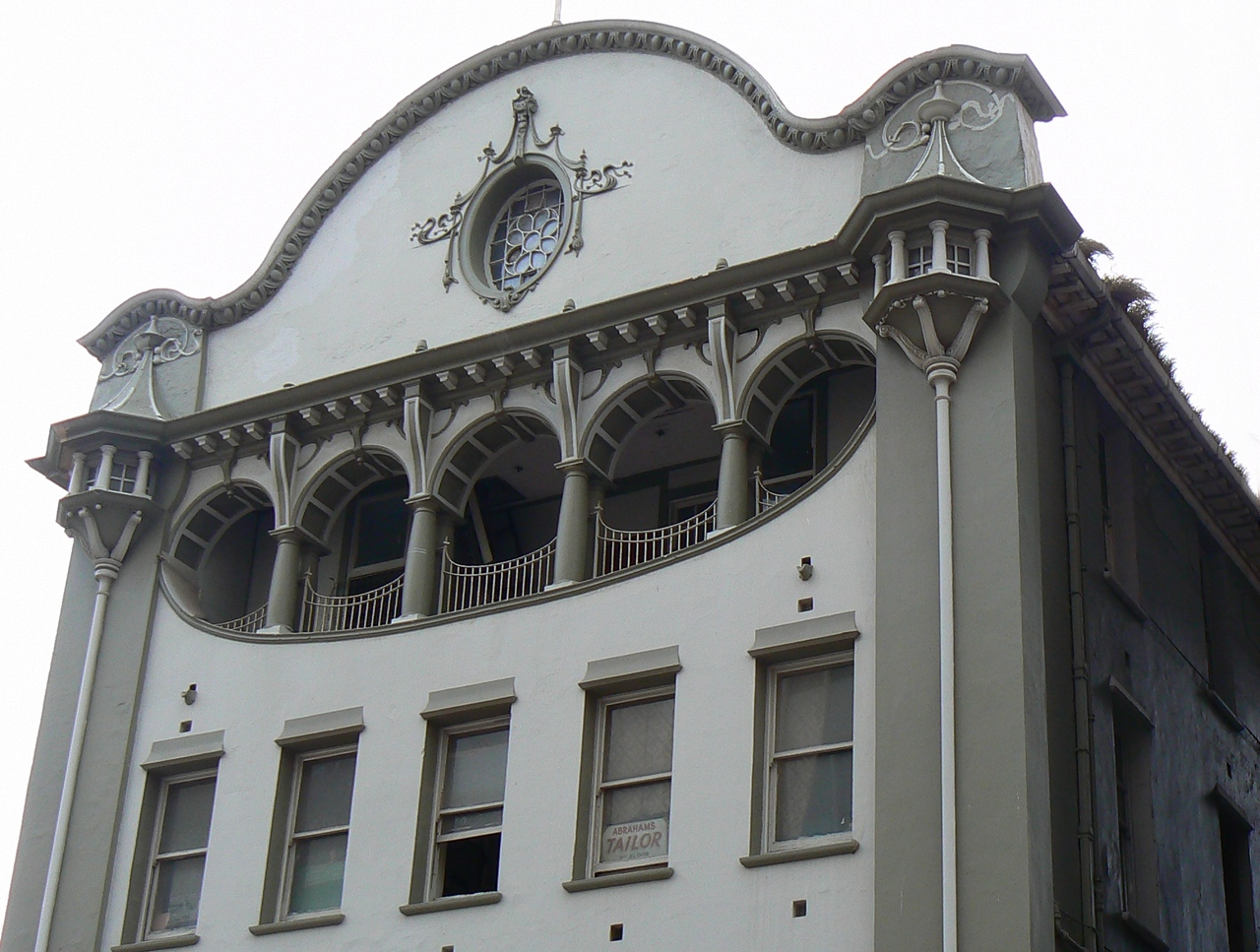
Fischers Building (1911).
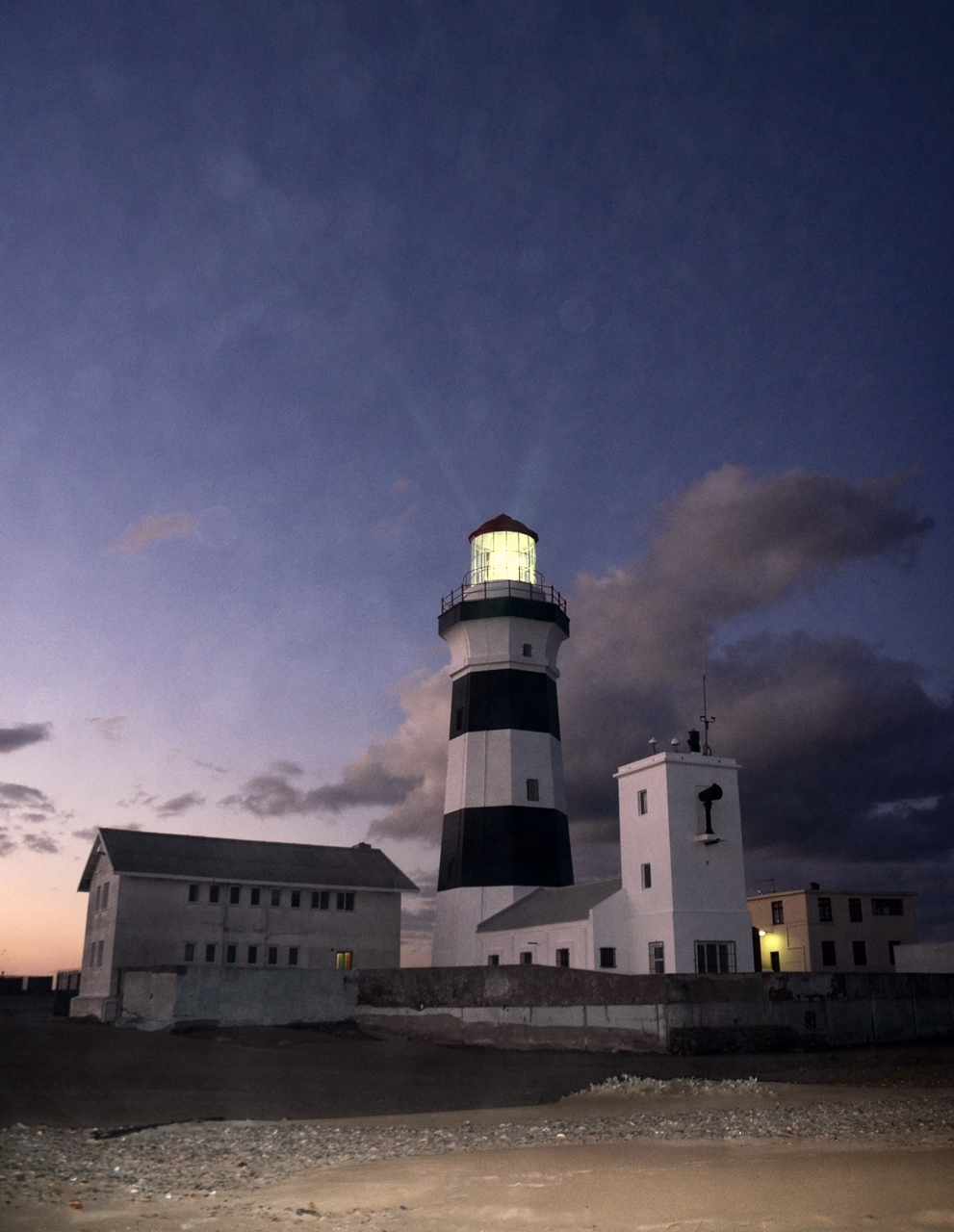
Phare de Cape Recife (1851).

## Relations internationales

### Jumelages
La ville de Port Elizabeth est jumelée avec:
- Tainan (Taïwan)
- Jacksonville (États-Unis)